# Izuboszanger
De izuboszanger (Phylloscopus ijimae) is een zangvogel uit de familie Phylloscopidae.  De vogel werd in 1892 door de Noors/Amerikaanse bioloog Leonhard Hess Stejneger beschreven en vernoemd naar de Japanse onderzoeker dr. I. Ijima. Het is een kwetsbare, endemische vogelsoort, die alleen broedt in Japan en overwintert tot op de Filipijnen en Taiwan.

## Kenmerken
De vogel is 10 tot 12 cm lang, zo groot als een fitis. Het is een typische, beetje gedrongen boszanger, van boven olijfgroen en van onder bijna wit met een vage citroengele waas. Opvallend is een lange witachtige wenkbrauwstreep, die in het midden citroengeel wordt, met daaronder een donkere, olijfgroen gekleurde oogstreep.

## Verspreiding en leefgebied
Deze soort broedt in een smalle, zuidelijk gelegen strook op de grote eilanden van Japan, vervolgens op een reeks van kleine eilanden waaronder de Izu-eilanden. De vogel overwintert zuidelijker tot op de Filipijnen en Taiwan. De leefgebieden zijn verschillende typen subtropisch en tropisch bos en terrein met dicht struikgewas. Het is een vogel die zich ophoudt in dicht gebladerte, vaak ook in heuvellandbos.

## Status
De izuboszanger heeft een beperkt broedgebied en daardoor is de kans op uitsterven aanwezig. De grootte van de populatie werd in 2016 door BirdLife International geschat op 3,5 tot 15 duizend individuen en de populatie-aantallen nemen af door habitatverlies. Het leefgebied wordt aangetast door ontbossing, waarbij natuurlijk bos wordt omgezet in timmerhoutplantages. Verder vormen het gebruik van landbouwgif, vulkaanuitbarstingen en de uitbreiding van de menselijke bewoning een gevaar voor de leefomgeving. Om deze redenen staat deze soort als kwetsbaar op de Rode Lijst van de IUCN.